# Крупський Іван Лазаревич
Іван Лазаревич Крупський (нар.25 жовтня 1926, с. Першино — пом.13 грудня 1987, с. Борки) — Герой Соціалістичної Праці (1957).

## Життєпис
У 1938—1943 роках працював у сільгоспартелі «рос. Первомайская» Горецького району.
З 1944 р. по 1947 рік служив у Радянській армії. Відзначився у боях за місто Ґолдап (Польща) і 21 жовтня 1944 р. був поранений. Був нагороджений медаллю «За відвагу».
У 1948—1954 роках — тракторист-комбайнер Горської МТС Горецького району.
У 1955 р. приїхав до Казахстану на «освоєння цілини» і став працювати трактористом у цілинному радгоспі «рос. Борковский». У перший рік на тракторі ДТ-54 зорав 915 гектарів цілини.
Весною 1956 р. виконав завдання на 156 відсотків. Коли дозрів урожай, він почав працювати комбайнером та зчепом двох комбайнів намолотив 18 тисяч центнерів зерна.
Восени 1956 р. знову, сівши за кермо трактора, став орати з осені під весняний посів. І тут систематично перевиконував змінні завдання. Ці показники були найкращими на казахстанській цілині.
Він став одним з перших цілинників Казахстану, кому 11 січня 1957 р. було присвоєно звання Героя Соціалістичної Праці. У наступні роки продовжував працювати у радгоспі «Борковський». Його ім'я неодноразово заносилося на Дошку пошани радгоспу. Обирався членом Кустанайського обкому компартії Казахстану.
Помер 1987 році.

## Нагороди
- Медаль «Серп і Молот»
- Орден Леніна
- Медаль «За відвагу»
- Медаль «За освоєння цілинних земель»